# Fernanda Mistral
Fernanda Mistral (n. 14 septembrie 1934, Argentina) este o actriță de film, televiziune și de de teatru argentiniană. 
A început cariera artistică de la o vârstă foarte fragedă, care continuă până în prezent în țara sa și în Spania. S-a aventurat în film, radio, televiziune, teatru, fotonovele și chiar a colaborat la programul TV Mujer Visión la ATC cu Lucho Avilés în 1980.
Printre cele mai cunoscute filme ale sale se numără Paula captivă (1963), La Raulito (1975), Partea leului (1978).

## Biografie
La vârsta de 7 ani a început să studieze teatrul la Școala de copii a Teatrului Labardén cu Augusto Fernandez, Margarita Fernandez, Pepe Novoa și Dorys del Valle ca fiind colegi de clasă. Când a absolvit, deja la vârsta de 13 ani, a studiat la Școala Națională de Dans a Teatrului Național Cervantes și la Conservatorul Național de Artă Dramatică, care a fost regizat de Antonio Cunill Cabanellas.
În 1949, când avea 15 ani, a însoțit o prietenă la un test, regizorul i-a propus să repete un vers, a fost mulțumit și a avut primul rol în Suburbio, de León Klimovsky, cu Pedro López Lagar.
În același timp, a lucrat în teatru în diverse piese care au variat de la: Cu ușile închise de Jean Paul Sartre, Șase personaje în căutarea unui autor de Luiggi Pirandello, Rinocerii de Eugen Ionesco, Capitolul al doilea de Neil Simon, The Witches of the Miller, The Arthur F. and the Typing Types de M. Schisgal, Romeo și Julieta de William Shakespeare, Tribute de Bernard Slade, Black Comedy de Shaffer, Los días felices, de André Puget, El Taller del Orfebre de Juan Pablo II, Discipolul diavolului de Bernard Shaw.
A interpretat rolul surori Mirthei Legrand în Constancia (de Maugham), în Noi care ne iubim atât de mult, Flori de oțel și Vrăjitoarele. În 1976, ea a jucat rolul asistentei sadice în Capcană fără ieșire alături de Rodolfo Beban. Ultima ei lucrare a fost Despedida în Paris de Raul Brambilla unde a interpretat-o pe marea actriță franceză Sarah Bernhardt. În 1995 a câștigat premiul „Estrella de mar” pentru rolul ei din Romeo și Julieta. În 2017 Casa del Teatro i-a acordat premiul „Florencio Sanchez”.

## Filmografie selectivă
- 1951 Suburbio, regia León Klimovsky : Lia
- 1952 Las zapatillas coloradas, regia Juan Sires : Jacinta
- 1954 Barrio gris, regia Mario Soffici : Laura
- 1955 El curandero, regia Mario Soffici : Rosa
- 1957 Viernes 10 : Trinidad
- 1959 Campo arado, regia Leo Fleider : Estela
- 1962 Mireasa (La novia), regia Ernesto Arancibia : Luciana
- 1962 Mate Cosido, regia Goffredo Alessandrini : Julia Delgado
- 1962 Rumbos malditos, regia Goffredo Alessandrini : Susana
- 1962 Los venerables todos, regia Manuel Antín : Dora
- 1963 Lucia (Lucía), regia Dick Ross : Lucía
- 1963 Paula captivă (Paula cautiva), regia Fernando Ayala : Marisa
- 1964 El dia nacio viejo : Blanca
- 1964 Los inocentes, regia Juan Antonio Bardem : Laura Errazquin
- 1965 Psique y sexo, regia Ernesto Bianco : Soția pictorului, episodul : „La estrella del destino”
- 1966 La buena vida, regia René Múgica : Laura
- 1967 Gente conmigo	Bertina, regia Jorge Darnell
- 1969 Tres tristes gauchos : Piggi
- 1971 El vendedor de ilusiones, regia Alberto Rinaldi : Carmen (film TV)
- 1972 Simplemente María, regia Enzo Bellomo : Angelica
- 1973 José María y María José: Una pareja de hoy	Ana, regia Rodolfo Costamagna
- 1974 Separate Tables : Miss Sybil Raillon-Bell (film TV)
- 1975 La Raulito, regia Lautaro Murúa : soția doctorului
- 1977 El soltero, regia Carlos Borcosque Jr. : Paola
- 1977 ¿Qué es el otoño?, regia David José Kohon, Daniel Portela : Andrea
- 1978 Partea leului (La parte del león), regia Adolfo Aristarain : Silvia de Di Toro
- 1981 Los chicos crecen, regia José María Paolantonio : Gloria (film TV)
- 1983 Los enemigos, regia Eduardo Calcagno : Nelly
- 1983 El poder de la censura, regia Emilio Vieyra : Cristina
- 1983 Testigos, regia Eduardo Calcagno : voce din off
- 1984 Venido a menos, regia Alejandro Azzano : Beba
- 1988 Tierra fertil : Luisa
- 1996 Los inconformes : Lidia Sanchez
- 2002 Kamceatka (Kamchatka), regia Marcelo Piñeyro : bunica
- 2008 Instrucciones para una nueva vida, regia Jorge Vidal : July
- 2018 La abuela electra : Electra (scurtmetraj)